# Aleksander (Pietrowski)
Aleksander, imię świeckie Aleksandr Fieofanowicz Pietrowski (ur. 11 sierpnia?/23 sierpnia 1851 w Łucku, zm. 24 maja 1940 w Charkowie) – rosyjski biskup i święty prawosławny.

## Życiorys
Był synem prawosławnego diakona; oboje rodziców stracił we wczesnym dzieciństwie. Ukończył cztery klasy seminarium duchownego w Krzemieńcu, po czym przerwał naukę i został nauczycielem w szkole ludowej. W wieku czterdziestu dziewięciu lat złożył wieczyste śluby mnisze w monastyrze Dońskim, po czym został wyświęcony na hieromnicha. Wkrótce potem został mianowany namiestnikiem Monasteru Dońskiego z godnością archimandryty.
W 1903 wyjechał do Taszkentu w charakterze ekonoma domu biskupiego eparchii taszkenckiej i turkiestańskiej, zasiadał także w jej konsystorzu oraz został członkiem Cesarskiego Towarzystwa Palestyńskiego. Trzy lata później został skierowany do monasteru Zaśnięcia Matki Bożej w Żyrowiczach, jako ekonom. W 1910 został przełożonym Mgarskiego Monasteru Przemienienia Pańskiego.
W latach 1917–1919 był przełożonym Monasteru Pskowsko-Pieczerskiego. Następnie wrócił na Ukrainę i od 1929 do 1932 służył jako proboszcz w cerkwi dawnego skitu zlikwidowanego monasteru Narodzenia Matki Bożej w Kozielszczynie. Pod jego kierunkiem życie mnisze kontynuowały tam niektóre członkinie wspólnoty tego klasztoru, w tym jego ostatnia przełożona ihumenia Olimpiada. Gdy i ta świątynia została odebrana wiernym, archimandryta Aleksander wyjechał do Kijowa.
30 października 1932 w Kijowie przyjął chirotonię biskupią  z tytułem biskupa humańskiego, wikariusza eparchii kijowskiej. W 1933 objął katedrę winnicką. Od 1934 zasiadał w Tymczasowym Patriarszym Świętym Synodzie, kierowanym przez metropolitę moskiewskiego i kołomieńskiego Sergiusza. W 1937 objął katedrę charkowską. Równocześnie mianowano go locum tenens eparchii kijowskiej i zarazem Egzarchatu Ukraińskiego. Służył w jedynej czynnej cerkwi w mieście – cerkwi św. Mikołaja, którą na polecenie władz, a wbrew woli wiernych, musiał dzielić z parafią należącą do Żywej Cerkwi. Po nieco ponad roku od objęcia katedry, 29 lipca 1938, został uwięziony, a 17 lipca roku następnego – skazany przez sąd wojskowy Charkowskiego Okręgu Wojskowego na dziesięć lat pozbawienia wolności. W styczniu 1940 wyrok ten został skasowany, a sprawa arcybiskupa miała być rozpatrywana ponownie, jednak w maju tego samego roku, przed rozpoczęciem postępowania, hierarcha zmarł w więziennym szpitalu. Został w tajemnicy pochowany we wsi Zalutino.

## Kult
W 1993 arcybiskup Aleksander został ogłoszony świętym czczonym lokalnie w eparchii charkowskiej. Sobór Biskupów Rosyjskiego Kościoła Prawosławnego w 2000 rozszerzył jego kult na cały Kościół i zaliczył hierarchę w poczet nowomęczenników i wyznawców rosyjskich. Relikwie św. Aleksandra wystawione są w soborze Zwiastowania w Charkowie.